# تلة زنغ (مازو)
تلة زنغ (بالفارسية: تله زنگ) هي منطقة سكنية تقع في قسم مازو الريفي، بمقاطعة أنديمشك التابعة لمحافظة خوزستان، إيران. يقدر عدد سكانها بـ 540 نسمة حسب الإحصاء السكاني الذي تمّ في عام 2006.